# Nestor Cornier
Nestor Joseph Emile Guérin-Cornier dit Nestor Cornier né le 23 novembre 1847 à Saint-Aupre (Isère) et mort le 28 mars 1924 à Bélâbre (Indre) a été maire de Grenoble du 14 mai 1910 jusqu'au 11 décembre 1919.

## Biographie
Ingénieur de l'Ecole Centrale des Arts et Manufactures (Promotion 1869), directeur des usines pour la société des Ciments Vicat sur le site de Vif, un temps directeur de la société à la mort prématurée de son ami Maurice Merceron-Vicat, président du Tribunal de commerce de Grenoble de 1895 à 1899, président de la chambre de commerce et d'industrie de Grenoble de 1913 à 1919, inspecteur départemental de l'enseignement technique, conseiller municipal de 1892 à 1909, il devient maire de Grenoble (liste des modérés) après le décès brutal de Félix Viallet le 17 avril 1910. En 1875, il figure dans le premier annuaire de la Société des touristes du Dauphiné lors de sa création.
Durant son mandat, il réalise l'ouverture de la rue Joseph-Rey, il équipe la ville de la première autopompe pour les sapeurs pompiers en 1913 et d'automobiles pour les services municipaux. Il ouvre l'école hôtelière et fait construire une clinique. Il inaugure le 14 septembre 1913 le nouvel hôpital civil de La Tronche, dernier grand édifice totalement en ciment moulé de Grenoble. De nombreux projets seront annulés par la Première Guerre mondiale.
Il repose au cimetière de Chalais (Indre) tout proche de Bélâbre (Indre). Le nom d'une rue de la ville porte son nom depuis 1938.